# 慈寿寺 (囊山)
囊山慈寿寺，又称囊山寺、伏虚庵、延福院、慈寿禅寺，位于福建省莆田市涵江区江口镇囊山，汉族地区佛教全国重点寺院之一。

## 简介
该寺创建于唐僖宗乾符三年(876年)，为妙应法师创建，最初叫伏虚庵，后为延福院。光启二年(886年)，改为“慈寿禅寺”。宋太祖乾德二年（964年）、宋仁宗景祐初年（1034年），政府数次出面重新修葺。元朝被毁，明朝洪武十一年重建，后清朝末年，通源法师四处募集善款重建，被称为“伏虎初兴慈寿寺，敲鱼重振古囊山”。现在发展颇具规模，慈寿寺在东南亚还拥有6座下院。